# Stilobezzia africana
Stilobezzia africana är en tvåvingeart som först beskrevs av Ingram och John William Scott Macfie 1921.  Stilobezzia africana ingår i släktet Stilobezzia och familjen svidknott.
Artens utbredningsområde är Ghana. Inga underarter finns listade i Catalogue of Life.